# Ośrodek Zapasowy Wielkopolskiej Brygady Kawalerii
Ośrodek Zapasowy Wielkopolskiej Brygady Kawalerii (OZ Wielkopolskiej BK) – oddział kawalerii Wojska Polskiego w II Rzeczypospolitej. 

## Formowanie i przekształcenia organizacyjne
Ośrodek Zapasowy Wielkopolskiej Brygady Kawalerii nie występował w organizacji pokojowej Wojska Polskiego. Zgodnie z planem mobilizacyjnym „W” Ośrodek Zapasowy Wielkopolskiej Brygady Kawalerii był jednostką mobilizowaną w I rzucie mobilizacji powszechnej. W niektórych publikacjach używano też nazwy, Ośrodek Zapasowy Kawalerii „Kraśnik” lub „Biedrusko”.  Jednostką mobilizującą był 7 pułk strzelców konnych. Dowódca pułku był odpowiedzialny za przygotowanie i przeprowadzenie mobilizacji ośrodka. 
Ośrodek zapasowy kawalerii miał być formowany według organizacji wojennej L.3027/mob.org., ukompletowany zgodnie z zestawieniem specjalności L.3027/mob.AR oraz uzbrojony i wyposażony zgodnie z wojennymi należnościami materiałowymi L.3027/mob./mat.. 
W skład ośrodka zapasowego wchodziło: 
- dowództwo (obsada stała: 12 oficerów, w tym 4 oficerów służb i 26 szeregowych),
- szwadron gospodarczy (kuchnia ośrodka, stołownia oficerska, warsztaty, tabory ośrodka),
- cztery szwadrony liniowe, (zmienna liczba szwadronów-ramowo nie mniej niż 3-4) (obsada stała: wachm.-szef 12 szeregowych i 103 konie W, instruktorzy - 1 oficer na 60 ułanów, 1 podoficer na 15 ułanów),
- szwadron karabinów maszynowych (2 plutony ckm na taczankach x 2 taczanki, 1 pluton juczny ckm, pluton ppanc. x 1 armata, drużyna gospodarcza. Obsada stała 5 oficerów, 16 szeregowych, 77 koni W, 14 koni T i AL),
- pluton pionierów (2 oficerów, 6 podoficerów, 8 koni W, 8 koni T dla taczanki chemicznej i taczanki pionierskiej, stan pozwalał na przyjęcie jednorazowo 90 pionierów),
- pluton łączności (2 oficerów, 8 podoficerów, 11 koni W, 12 koni T, 2 taczanki telefoniczne, 2 taczanki radio, stan pozwalał przyjąć jednorazowo 120 ułanów stanu zmiennego),
- pluton kolarzy (obsada stała 1 oficer i 4 podoficerów, 29 rowerów, przygotowany jest do przyjęcia 100 szeregowych)[2][6].

Skład organizacyjny ośrodka należało traktować jako ramowy dla obliczenia zapotrzebowani mob. Szczegółową organizację miał ustalić dowódca ośrodka zapasowego zależnie od wysokości otrzymanych nadwyżek i warunków lokalnych. Planowano podczas mobilizacji alarmowej powołać oprócz zapotrzebowania na pokrycie etatu wojennego pułku, również oddział zbierania nadwyżek mobilizacyjnych z dowódcą tych nadwyżek, podoficerami funkcyjnymi, jego uruchomienie ma nastąpić w momencie mobilizacji. W momencie mobilizacji pułku kawalerii modelowym rozwiązaniem było wystawienie dwóch szwadronów. Marszowego jako I uzupełnienie wojenne, który pozostawał przy pułku, drugi szwadron odsyłano do brygadowego ośrodka zapasowego.
Pod względem ewidencyjnym do Ośrodka Zapasowego Wielkopolskiej Brygady Kawalerii przynależała zmobilizowana Kwatera Główna Wielkopolskiej Brygady Kawalerii, szwadrony kawalerii dywizyjnej nr 14, 17 i 25 oraz rejonowi inspektorzy koni: Poznań, Gniezno, Jarocin i Kalisz. Mobilizacja ośrodka miała być zakończona 7 dnia mobilizacji powszechnej.
W trakcie mobilizacji pułków Wielkopolskiej BK jako zawiązki dla OZ wydzieliły: 15 puł. - 15 podoficerów, 17 puł. - 17 podoficerów, 7 psk - 13 podoficerów, 3 szwadron pionierów - 2, szwadron łączności - 2. Według wskazań części autorów w maju 1939 w trakcie zmiany planu mobilizacyjnego „W” na jego wersję zmodyfikowaną „W 1” zmieniono jednostkę mobilizującą z 7 psk na 15 puł., świadczy o tym korespondencja z 5 maja 1939 pomiędzy Wydziałem Mobilizacji i Uzupełnień DOK VII z dowództwem 15 pułku ułanów. Przyczyną powyższego miało być przeniesienie 7 psk z Poznania, do Biedruska i jego trudności z bazą mobilizacyjną, stąd od maja wiodąca rola 15 puł. W dniu 24 sierpnia Wielkopolska BK rozpoczęła mobilizację z pułków brygady wyznaczono oficerów służby stałej do obsady ośrodka zapasowego:
15 puł.  
- mjr Julian Fischer-Drauenegg - I zastępca dowódcy pułku, na dowódcę ośrodka
- rtm. Zygmunt Dobrzański - oficer mobilizacyjny
- rtm. kontr. Michał Kwaliaszwili - dowódca szwadronu zapasowego
- ppor. Jerzy Koziorowski - dowódca plutonu

17 puł.
- mjr Jerzy Starża-Majewski - dowódca szwadronu zapasowego
- rtm. Kazimierz Grabski - oficer mobilizacyjny
- por. Stefan Figurski - zastępca oficera mob.
- rtm. kontr. Jan Bakradze - dowódca plutonu
- por. Franciszek Kaube - dowódca plutonu
- por. Roman Podhorski - dowódca plutonu

7 psk
- rtm. Kazimierz Reszke - oficer mobilizacyjny
- por. Stefan Orłowski - oficer administracyjno-materiałowy
- rtm. kontr. Witaliusz Ugrechelidze - zastępca dowódcy szw. gospodarczego
- rtm. Zdzisław Kawecki - dowódca 4 szw.
- por. Edward Sobeski - dowódca plutonu

Do ośrodka skierowano też część oficerów i podchorążych rezerwy, a także podchorążych na praktykach ze SPKaw. Z koszar 15 puł i szwadronu zapasowego 17 puł. w Poznaniu odjechało transportem kolejowym nocą 26/27 sierpnia siły i środki: 15 puł. - 18 oficerów, 591 szeregowych, 137 koni, 24 wozy, 1 kuchnia polowa, oraz 40, 3 t materiału wojennego w 25 wagonach. Dodatkowo w Kraśniku miało się zameldować 1 oficer służby stałej, 4 oficerów rez. i 21 podchor. rez. Z szwadronu zapasowego 17 puł. - 5 oficerów, 38 szeregowych, 60 koni, 9 wozów, 2,5 t materiału wojennego. Z 17 puł. - z Leszna Wlkp. nadwyżki mobilizacyjne rezerwistów i 120 koni. Z 7 psk -nie wiele wiadomo, miały jechać 4 taczanki pod ckm, 1 taczanka chemiczna, 1 taczanka pgaz., 6 ckm wz. 08 oraz planowano, ale prawdopodobnie nie było tego sprzętu i go nie wysłano: 2 taczanki telefoniczne, 2 taczanki radio i jedna armata ppanc. 37 mm wz. 36. Nadwyżki rezerwistów  7 psk do Kraśnika odjechały 27 sierpnia. Transporty kolejowe do Kraśnika dojechały 28 sierpnia. Łącznie do ośrodka zmobilizowano 93 oficerów i 32 podchorążych z garnizonów przybyło prawdopodobnie ok. 700 żołnierzy i ok. 350-400 koni. Szacuje się stan osobowy ośrodka od 800 do ponad 1000 żołnierzy. Rezerwiści zgłaszali się do 7 września. Do 4 września uformowano trzy pierwsze szwadrony z poszczególnych pułków, którymi dowodzili rotmistrzowie kontraktowi. Przywiezione zapasy nie były duże, brakowało mundurów, butów, w zamian za nie wydawano buty zimowe filcowe dla wartowników, ze znalezionych w koszarach w Kraśniku. Również ilość broni była niewystarczająca, część jej pozyskano z Głównej Składnicy Uzbrojenia i Amunicji nr 2 w Stawach pod Dęblinem i GSUiA nr 3 w Górach pod Kraśnikiem, lecz ze względu na skromne środki transportowe zabrakło jej dla całego stanu. Komisje poboru koni z ośrodka w rejonie Kraśnika pobrały ponad 200 koni.        
Od 29 sierpnia ośrodkiem dowodził rtm. Aleksander Sitek (7 psk), a funkcję adiutanta ośrodka pełnił rtm. Alfred Swirtun (15 puł.). Mjr Jerzy Starża-Majewski wyznaczony na zastępcę dowódcy pojawił się w ośrodku dopiero 31 sierpnia. Natomiast mjr Julian Fischer-Drauenegg przybył dopiero 1 września i objął funkcję dowódcy. W Ośrodku Zapasowym Wielkopolskiej BK dowodzonym przez mjr. kaw. Juliana Fischera-Drauenegga, formowano szwadrony marszowe dla brygady, które ze względu na dużą odległość nie mogły zasilić jej pierwszego rzutu. 2 września w ośrodku sformowano improwizowany szwadron spieszony pod dowództwem por. rez. Feliksa Tyszkiewicza-Łąckiego w składzie 3 plutonów liniowych i plutonu ckm. Szwadron liczył 4 oficerów i 90 szeregowych. Każdy z plutonów liniowych wywodził się z nadwyżek innego pułku. Po odejściu tego szwadronu w ośrodku nadal trwały prace organizacyjne, prowadzono szkolenie rezerwistów. Do ośrodka przybył mjr Antoni Salmonowicz i przejął funkcję zastępcy dowódcy ośrodka, a na stanowisko adiutanta ośrodka powołano rtm. Józefa Najnerta z Komisji Remontów Koni nr 2 w Poznaniu. Na podstawie rozporządzenia Ministra Spraw Wojskowych z dnia 7 września w ośrodkach zapasowych rozpoczęto formowanie drugiej i trzeciej serii oddziałów marszowych, wątpliwe jest, czy ten rozkaz dotarł do OZ Wielkopolskiej Brygady Kawalerii. 8 września dowódca Okręgu Korpusu nr II gen. bryg. Mieczysław Smorawiński wydał rozkaz o przeniesieniu siedziby ośrodka do garnizonu Brody.       

## Działania bojowe

### Oddział Wydzielony mjr. Jerzego Starży-Majewskiego
3 września improwizowany szwadron spieszony z Ośrodka Zapasowego Wielkopolskiej Brygady Kawalerii por. rez. Feliksa Tyszkiewicza-Łąckiego został przewieziony samochodami do  Annopola. Wzmocnił on obronę mostu na Wiśle obsadzoną przez jedną z kompanii improwizowanego batalionu piechoty z 8 pułku piechoty Legionów kpt. Jana Szwagierka, skierowanym z Lublina. Jednocześnie w Kraśniku sformowano dowództwo improwizowanego zgrupowania taktycznego pod dowództwem mjr. Jerzego Starży-Majewskiego, w którego skład wszedł improwizowany batalion piechoty kpt. Jana Szwagierka, improwizowany szwadron spieszony ułanów por. rez. Feliksa Tyszkiewicza-Łąckiego i improwizowana bateria armat por. Stanisława Majewskiego. Adiutantem zgrupowania został por. Stefan Figurski z 17 puł. Zgrupowanie organizowało obronę odcinka Wisły od Świeciechowa, przez Annopol do Zawichostu o szerokości ok. 15 km. Zgrupowanie taktyczne mjr. Starży-Majewskiego zostało podporządkowane dowódcy Warszawskiej Brygady Pancerno-Motorowej. W skład oddziału mjr. Starży-Majewskiego miał wejść następny szwadron spieszony pod dowództwem rtm. Michała Kwaliaszwili. Szwadron ten przybył do Annopola, lecz z nieustalonych do dziś przyczyn został zawrócony i powrócił do Kraśnika. Oddział mjr. Starży-Majewskiego w dniach 6-13 września toczył walki w obronie przepraw na Wiśle w rejonie Annopola i Zawichostu, spalił most w Annopolu, zwalczał próby opanowania przyczółków. Po sforsowaniu Wisły przez oddziały niemieckie prowadził działania opóźniające od Annopola w kierunku Kraśnika. 13 września o godz. 8.00 mjr. Starża-Majewski wjechał motocyklem na miny postawione przez polskich saperów, został śmiertelnie ranny. 14 września szwadron por. Tyszkiewicza-Łąckiego na skutek sprzecznych rozkazów uległ podziałowi. Plutony 15 puł. i 7 psk dołączyły do batalionu kpt. Szwagierka, a następnie prawdopodobnie w szeregach 1 pułku strzelców konnych WBP-M brały udział w walkach pod Tomaszowem Lubelskim. Pozostała część szwadronu z dowódcą dołączyła do ośrodka zapasowego. 

### Działania bojowe sił głównych OZ
W dniu 8 września ok. godz. 17.00 podczas zbiórki na placu w koszarach stanu osobowego ośrodka nastąpił nalot lotnictwa niemieckiego. Celnie zrzucone bomby upadły na placu w miejsce zbiórki pocztu dowódcy, ale nie eksplodowały. Mjr Fischer-Drauenegg nakazał natychmiastowy wymarsz ośrodka. Kolumna ośrodka nocą 8/9 września przemieszczała się trasą; Słodków, Polichna, Modliborzyce, Janów Lubelski, Krzemień, gdzie zatrzymano się na postój dzienny. Następny marsz zakończono w Korytkowie Wielkim na północny zachód od Biłgoraja, gdzie reorganizowano siły i odtwarzano gotowość bojową. Postój trwał do wieczora 11 września. Rtm. Kwaliaszwili wraz z patrolem bojowym wykrył na południowy zachód od Biłgoraja niemiecką placówkę. Następnie na rozkaz dowódcy ośrodka, szwadron 15 puł. pod dowództwem rtm. Kwaliaszwilego dokonał uderzenia na placówkę niemiecką, którą wyparł w bagna rzeczki Czarna Łada. Kolumna ośrodka przeszła przez płonący Biłgoraj i dalej przez Aleksandrów i Józefów dotarła do Ciotuszy Nowej rano 12 września. Po dziennym odpoczynku nocą 12/13 września kontynuowano marsz przez Tomaszów Lubelski, Sabaudię, Józefówkę i Wolę Pukarzowską. W trakcie przekraczania szosy Tomaszów Lub.-Zamość, niemieckie patrole odcięły od kolumny ośrodka część taborów. Podczas narady dowódca ośrodka podjął decyzję przekroczenia rzeki Bug w okolicach Kryłowa. 

#### Walki dywizjonu mjr. Antoniego Salmonowicza
Z uwagi na obecność tam niemieckich jednostek bojowych dowódca OZ wydzielił grupę uderzeniową pod dowództwem mjr. Antoniego Salmonowicza w składzie: szwadron 15 puł rtm. Kwaliaszwili, szwadron 7 psk (cztery plutony), pluton ckm por. rez. Jana Marchwickiego, pluton kolarzy por. Romana Podhorskiego i pluton łączności ppor. rez. Zygmunta Pągowskiego. Grupa mjr. Salmonowicza w szyku bojowym ominęła od północy Łaszczów i na podejściach do Starej Wsi rozpoznała placówkę niemiecką, którą z zaskoczenia wzięła do niewoli. W Starej Wsi kawalerzyści po spieszeniu obrzucili granatami niemieckie pojazdy, w tym pancerne. Po zdobyciu wsi kawalerzyści stoczyli walkę z niemieckimi pododdziałami 4 Dywizji Lekkiej kontratakującymi z kierunku Telatynia, Dalsze natarcie grupy bojowej mjr. Salmonowicza zostało zablokowane. Dywizjon kawalerzystów mjr. Salmonowicza zerwał styczność bojową i odskoczył do lasów w kierunku rzeki Bug pomiędzy Kryłowem, a Dołhobyczowem. W trakcie walki 13 września poniesiono znaczne straty osobowe poległo kilkunastu żołnierzy, w tym 1 oficer i 1 podchorąży, rannych zostało kilkunastu żołnierzy, w tym por. Roman Podhorski i śmiertelnie ppor. rez. Zygmunt Pągowski. Uszkodzono i zniszczono 9 pojazdów pancernych i kilkanaście innych uszkodzono, zdobyto 2 ckm i kilka sztuk broni strzeleckiej, wzięto do niewoli 7 żołnierzy niemieckich. Patrol por. Figurskiego zlikwidował w zasadzce na rozpoznaniu załogę motocykla i zdobył ckm. Nocą 13/14 września dywizjon mjr. Salmonowicza dotarł do Bugu 7 km na północny wschód od Uhrynowa. O świcie 14 września przeprawił się w bród przez rzekę. W nurtach Bugu utonęło 3 żołnierzy. Po przeprawie wykonano marsz pomiędzy niemieckim placówkami dotarł do wsi Biskupicze Szlacheckie, 16 km na południe od Włodzimierza Wołyńskiego. Dywizjon z OZ Wielkopolskiej BK stacjonował w tym rejonie, od godzin przedpołudniowych 14 września do dnia 16 września. Tego dnia dywizjon mjr. Salmonowicza przeszedł do Radziechowa, gdzie był atakowany przez lotnictwo niemieckie. Według nie do końca potwierdzonych danych główne siły Ośrodka pod dowództwem mjr. Juliana Fischera-Drauenegga miały po utracie łączności z mjr. Salmonowiczem 13 września maszerować do Bugu powyżej miejsca przeprawy dywizjonu wydzielonego. Następnie po przeprawie na prawą stronę Bugu, OZ Wielkopolskiej BK był ostrzeliwany przez artylerię niemiecką. Ośrodek poniósł straty osobowe i w koniach oraz utracił część taborów. Dalej poszedł przez Sokal i Krystynopol do rejonu Sielec Bieńków, skąd do Chołojowa. W Chołojowie 17 września nastąpiło niezmierzone połączenie się obydwóch członów ośrodka. Skąd przez Horochów Ośrodek Zapasowy dotarł do wsi Świniuchy. Spotkał w rejonie Horochowa oddziały Zgrupowania Kawalerii ppłk. Kazimierza Halickiego. 

#### Dalsze losy Ośrodka
Po otrzymaniu informacji o agresji sowieckiej na II RP, dowództwo ośrodka podjęło decyzję o marszu w kierunku zachodnim. Obniżyła się dyscyplina wśród żołnierzy, nastąpiły dezercje. Jednocześnie zbierano porzuconą broń i amunicję. Marsz kontynuowano na zachód w dniach 18-20 września. Maszerujące w kolumnie szwadrony i plutony OZ, 20 września wieczorem w rejonie Sokala zostały zaatakowane od czoła przez oddziały sowieckie. W wyniku czego zostało okrążone ubezpieczenie czołowe Ośrodka, wraz ze znajdującymi się przy nim dowództwem Ośrodka. Po walce mjr Fischer-Drauenegg i mjr  Salomonowicz dostali się do niewoli wraz z ubezpieczeniem czołowym. W tym czasie ubezpieczenie tylne również zostało zaatakowane. Co spowodowało chaos, szczególnie wśród taborów. Dowództwo nad ośrodkiem przejął rtm. Józef Najnert, który wyprowadził kolumnę do Krystynopola, gdzie przeprawiono się na zachodni brzeg Bugu.

#### Na Lubelszczyźnie
Pozostała część Ośrodka pod dowództwem rtm. Józefa Najnerta, przemieszczała się w korytarzu pomiędzy cofającymi się wojskami niemieckimi i nadchodzącymi sowieckimi. W nocy 24/25 września podjazd w składzie plutonu z 7 psk pod dowództwem ppor. rez. Bielejewskiego rozpoznał, że Biłgoraj zajęty jest przez oddziały niemieckie. Ponadto jeden z patroli stwierdził marsz niemieckiej kolumny piechoty z licznymi taborami  na drodze w rejonie osady Podlas. Zasadzkę na tę kolumnę 25 września wykonał dywizjon rtm. Michała Kawaliaszwili złożony ze szwadronu 15 puł., szwadronu 7 psk i plutonu ckm. Pododdział niemiecki został rozbity, wielu żołnierzy zginęło, część uciekła, do niewoli wzięto 50 jeńców, zdobyto wozy taborowe z żywnością, które wcielono do własnego taboru. Nocą 26/27 września kolumna marszowa ośrodka osiągnęła rejon Biłgoraja, pluton ze szwadronu 15 puł. odrzucił w walce niemieckie ubezpieczenia, które wycofały się w kierunku Janowa Lubelskiego. Następnej nocy kontynuowano dalszy marsz na zachód. 28 września na odgłos walki z kierunku Janowa Lub., rtm. Najnert poprowadził trzy szwadrony bojowe Ośrodka. Po rozpoznaniu sytuacji szwadrony zostały spieszone i wsparły piechotę Grupy „Niemen” płk. Władysława Filipkowskiego w walce o Janów Lubelski. Podjęto decyzję o przebijaniu się na południe kraju. Marsz rozpoczęto nocą 28/29 września jako straż przednia Ośrodka maszerował szwadron 17 puł. rtm. Jana Bakradze, szpicę stanowił pluton ppor. rez. Konstantego Daszkiewicza, który w walce z ubezpieczeniami oddziału niemieckiej 27 Dywizji Piechoty pod Modliborzycami, poniósł straty. Poległ dowódca plutonu jeden podchorąży i kilku ułanów. 29 września wieczorem podjęto dalszy marsz na południe w kierunku Zarzecz nad Sanem. W nocy 29/30 września jako straż przednia Ośrodka, maszerował szwadron 15 puł. rtm. Michała Kwaliaszwili, w miejscowości Majdan Jarociński stoczył walkę z niemiecką piechotą, ponosząc straty ponad 10 poległych i ponad 20 rannych. Drogi na południe nie zdołano otworzyć. Rtm. Najnert rozkazał przedzierać się poprzez niemieckie ugrupowanie, bocznymi drogami i bezdrożami. 30 września OZ Wielkopolskiej BK dołączył do działającej w tym terenie Grupy „Chełm” płk. dypl. Władysława Płonki. 1 października płk. dypl. Płonka postanowił skapitulować przed wojskami sowieckiej 14 Dywizji Kawalerii. 2 października na rozkaz dowódcy Grupy „Chełm” resztki Ośrodka Zapasowego Kawalerii Wielkopolskiej BK w sile ok. 300 żołnierzy złożyły broń we wsi Bukowa przed wojskami sowieckimi.                     

### Wydzielony szwadron rtm. Kazimierza Reszke
21 września, z niewiadomych przyczyn, ośrodek opuściło 9 oficerów i pięć plutonów pod dowództwem rtm. Kazimierza Reszke. Szwadron rtm. Reszke skierował się na Kamionkę Strumiłłową, gdzie stoczył walkę z pododdziałami niemieckimi. Pomaszerował na zachód, a wieczorem 23 września dołączył w rejonie Machnówek, Worochata na północny zachód od Bełza do Zgrupowania Kawalerii ppłk. Kazimierza Halickiego i został wcielony jako czwarty szwadron do I dywizjonu konnego. Szwadron rtm. Reszke brał udział w walkach tego zgrupowania 24 września w rejonie Rawy Ruskiej, skapitulował wraz z całą Grupą „Dubno” przed południem 25 września.
W trakcie walk od 6 września do 1 października 1939 OZ Wielkopolskiej BK utracił ok. 120 poległych, w tym 7 oficerów i 10 podchorążych i podoficerów starszych. Rannych zostało ok. 150 żołnierzy.

## Obsada personalna
| Obsada personalna OZ Wielkopolskiej Brygady Kawalerii (OZKaw. „Kraśnik”)                                                                                         | Obsada personalna OZ Wielkopolskiej Brygady Kawalerii (OZKaw. „Kraśnik”) | Obsada personalna OZ Wielkopolskiej Brygady Kawalerii (OZKaw. „Kraśnik”) |
| Stanowisko etatowe | Stopień, imię i nazwisko                                                 | Uwagi                                                                    |
| dowództwo | dowództwo                                                                | dowództwo                                                                |
| --- | ------------------------------------------------------------------------ | ------------------------------------------------------------------------ |
| dowódca ośrodka | mjr kaw. Julian Jerzy Fischer-Drauenegg (15 puł.)                        | do 20 IX 1939                                                            |
| dowódca ośrodka | rtm. Józef Najnert                                                       | 2 X 1939 sowiecka niewola                                                |
| zastępca dowódcy | mjr Jerzy Starża-Majewski (do 3 IX 1939) (17 puł.)                       | †13 IX 1939                                                              |
| zastępca dowódcy | mjr kaw. Antoni II Salmonowicz (od 6 IX 1939) (1 puł.)                   | †1940 Charków                                                            |
| kwatermistrz | rtm. Aleksander Sitek (p.o. dowódcy ośrodka 29-31 VIII 1939) (7 psk)     |                                                                          |
| adiutant ośrodka | rtm. Alfred Swirtun (15 p uł.)                                           | do 6 IX 1939                                                             |
| adiutant ośrodka | rtm. Józef Najnert                                                       |                                                                          |
| dowódca pocztu dowódcy ośrodka | ppor. rez. Olgierd Brzozowski (15 puł.)                                  |                                                                          |
| oficer ordynansowy | por. rez. Wincenty Górski (7 psk)                                        |                                                                          |
| oficer mobilizacyjny | rtm. Zygmunt Dobrzański (15 puł.)                                        | †1940 Katyń                                                              |
| oficer ewidencyjny | rtm. Kazimierz Reszke (7 psk)                                            |                                                                          |
| dowódca szwadronu gospodarczego | rtm. Kazimierz Stanisław Grabski (17 puł.)                               | †1940 Charków                                                            |
| oficer ewidencji personalnej | por. kaw. Edward Sobeski (7 psk)                                         | SZP / ZWZ / AK                                                           |
| oficer żywnościowy | por. kaw. rez. Gustaw Józef Sochocki (7 psk)                             | AK                                                                       |
| płatnik | kpt. int. Kazimierz Bartecki (7 psk)                                     | †1940 Charków                                                            |
| dowódca taborów | rtm. rez. Andrzej Kraśnicki (15 puł.)                                    |                                                                          |
| dowódca plutonu ochrony dowództwa ośrodka | ppor. Jerzy Koziorowski (15 puł.)                                        |                                                                          |
| dowódca plutonu łączności | ppor. kaw. rez. Zygmunt Bolesław Pągowski (17 puł.)(do 13 IX 1939)       | †28 IX 1939 Lwów                                                         |
| dowódca plutonu pionierów | ppor. rez. Jerzy Formański (17 puł.)                                     |                                                                          |
| dowódca plutonu kolarzy | por. Roman Podhorski (17 puł.)                                           | †19 IX 1939 Strzyżów                                                     |
| wydzielony szwadron OZKaw. do Grupy Annopol poza ośrodkiem 3-15 IX                                                                                               |                                                                          |                                                                          |
| dowódca szwadronu | por. rez. Feliks Tyszkiewicz-Łącki (17 puł.)                             |                                                                          |
| zastępca dowódcy szwadronu | ppor. rez. Jerzy Figurski                                                |                                                                          |
| dowódca I plutonu | wachm. pchor. rez. Kazimierz Wybranowski (7 psk)                         |                                                                          |
| dowódca II plutonu | wachm. pchor. rez. Bogdan Dyczkowski (z 15 puł.)                         |                                                                          |
| dowódca III plutonu | por. rez. Walerian Janicki (17 puł.)                                     | †17 IX 1939 Annopol                                                      |
| dowódca plutonu km | wachm. pchor. Jan Speichert(15 puł.)                                     |                                                                          |
| szef szwadronu (dowódca drużyny gospodarczej) | chor. Wojciech Kubiak                                                    |                                                                          |
| szwadron 15 pułku ułanów |                                                                          |                                                                          |
| dowódca szwadronu | rtm. kontr. Michał Kwaliaszwili                                          | zwolniony z niemieckiej niewoli                                          |
| dowódca plutonu | ppor. kaw. Jerzy Wincenty Kozierowski                                    | †1940 Katyń                                                              |
| dowódca plutonu | wachm. pchor. Wiesław Pluciński                                          |                                                                          |
| dowódca plutonu |                                                                          |                                                                          |
| szwadron 17 pułku ułanów |                                                                          |                                                                          |
| dowódca szwadronu | rtm. kontr. Jan Bakradze (17 puł.)                                       |                                                                          |
| dowódca plutonu | ppor. kaw. rez. Konstanty Daszkiewicz                                    | † 29 IX 1939 Janów Lubelski                                              |
| dowódca plutonu | ppor. kaw. rez. Roman Dembiński                                          |                                                                          |
| dowódca plutonu | lub ppor. kaw. rez. Henryk Antoni Dembiński                              |                                                                          |
| dowódca plutonu | ppor. kaw. rez. Maksymilian Ludwik Schmidt                               |                                                                          |
| szwadron 7 pułku strzelców konnych |                                                                          |                                                                          |
| dowódca szwadronu | rtm. Aleksander Sitek                                                    | †1940 Charków                                                            |
| dowódca plutonu | ppor. kaw. rez. Tadeusz Jarosław Baranowski                              | †1940 Katyń                                                              |
| dowódca plutonu | ppor. kaw. rez. Tadeusz Jacek Kalkstein                                  | †1940 Charków                                                            |
| dowódca plutonu | ppor. kaw. rez. Władysław Leon Żółtowski                                 | †1940 Katyń                                                              |
| dowódca plutonu | por. rez. Bielejewski                                                    |                                                                          |
| szwadron karabinów maszynowych |                                                                          |                                                                          |
| dowódca szwadronu | por. kaw. Franciszek Józef Kaube (17 puł.)                               | †1940 Katyń                                                              |
| dowódca plutonu | por. kaw. rez. Marceli Żółtowski (17 puł.)                               | †1940 Katyń                                                              |
| dowódca plutonu | ppor. kaw. rez. Karol Józef Ogurkowski                                   | niemiecka niewola                                                        |
| dowódca plutonu | por. kaw. rez. Jan Marchwicki (17 puł.)                                  | niemiecka niewola                                                        |
| dowódca plutonu przeciwpancernego | plut. pchor. Bohdan Pużycki (7 psk)                                      |                                                                          |
| zbiorczy szwadron OZKaw.(sformowany 21 IX i odłączony od ośrodka) (od 23 IX 1939 jako 4. szwadron I dywizjonu zgrupowania kawalerii ppłk. Kazimierza Halickiego) |                                                                          |                                                                          |
| dowódca szwadronu | rtm. Kazimierz Reszke (7 psk)                                            |                                                                          |
| zastępca dowódcy szwadronu | rtm. kontr. Witaliusz Ugrechelidze (7 psk)                               | zwolniony z niemieckiej niewoli                                          |
| oficer dyspozycyjny | por. Stefan Figurski                                                     |                                                                          |
| dowódca plutonu | por. kaw. rez. Piotr Siedlecki (17 puł.)                                 | niemiecka niewola                                                        |
| dowódca plutonu | por. kaw. rez. Józef Jan Barcikowski (17 puł.)                           | niemiecka niewola                                                        |
| dowódca plutonu | por. rez. Stefan Gieryn                                                  |                                                                          |
| dowódca I plutonu ckm | por. rez. Jan Marchwicki (17 puł.)                                       |                                                                          |
| dowódca II plutonu ckm | ppor. rez. Karol Ogurkowski                                              |                                                                          |
| szwadron pionierów ? |                                                                          |                                                                          |
| zastępca dowódcy szwadronu | rtm. Zdzisław Kawecki (7 psk)                                            | †1940 Katyń                                                              |
| oficerowie w ośrodku o nieustalonych funkcjach |                                                                          |                                                                          |
| rtm. Piotr Piniński (15 puł.) | rtm. Piotr Piniński (15 puł.)                                            | †1940 Charków                                                            |
| por. kaw. rez. Leszek Andrzej Jordan (15 puł.) | por. kaw. rez. Leszek Andrzej Jordan (15 puł.)                           | †1940 Charków                                                            |
| por. kaw. rez. Teofil Jan Piotrowski (15 puł.) | por. kaw. rez. Teofil Jan Piotrowski (15 puł.)                           | †1940 Charków                                                            |
| por. kaw. rez. Zygmunt Bolesław Siciński (15 puł.) | por. kaw. rez. Zygmunt Bolesław Siciński (15 puł.)                       | †1940 Katyń                                                              |
| por. kaw. rez. Stefan Żółtowski (15 puł.) | por. kaw. rez. Stefan Żółtowski (15 puł.)                                | †1940 Katyń                                                              |
| ppor. kaw. rez. Zbigniew Antoni Czechowski (15 puł.) | ppor. kaw. rez. Zbigniew Antoni Czechowski (15 puł.)                     | †1940 Charków                                                            |
| ppor. kaw. rez. Mieczysław Zygmunt Szułdrzyński (15 puł.) | ppor. kaw. rez. Mieczysław Zygmunt Szułdrzyński (15 puł.)                | †1940 Charków                                                            |
| ppor. kaw. rez. Kazimierz Wojciechowski (15 puł.) | ppor. kaw. rez. Kazimierz Wojciechowski (15 puł.)                        | †20 IX 1939 Palmiry                                                      |
| ppor. kaw. rez. Antoni Śmigielski (17 puł.) | ppor. kaw. rez. Antoni Śmigielski (17 puł.)                              | †1940 Katyń                                                              |
| ppor. kaw. rez. Tadeusz Baranowski (7 psk) | ppor. kaw. rez. Tadeusz Baranowski (7 psk)                               | †1940 Katyń                                                              |
| ppor. kaw. rez. Tadeusz Czesław Adam Hoffmann (7 psk) | ppor. kaw. rez. Tadeusz Czesław Adam Hoffmann (7 psk)                    | †1940 Charków                                                            |
| por. kaw. rez. Zygmunt Skrzydlewski (7 psk) |                                                                          |                                                                          |
| ppor. kaw. rez. Ernest Karol Ludwik Marcin Anders (7 psk) |                                                                          |                                                                          |
| ppor. kaw. rez. Aleksander Janta-Połczyński (7 psk) | ppor. kaw. rez. Aleksander Janta-Połczyński (7 psk)                      | Wojsko Polskie we Francji                                                |
| ppor. kaw. rez. Jerzy Smosarski (7 psk) | ppor. kaw. rez. Jerzy Smosarski (7 psk)                                  | †IX 1939, syn Władysława                                                 |
| ppor. kaw. rez. Bolesław Jan Schmidt (7 psk) |                                                                          |                                                                          |
| ppor. kaw. rez. Leon Taylor (7 psk) | ppor. kaw. rez. Leon Taylor (7 psk)                                      | niemiecka niewola                                                        |
| mjr lek. wet. rez. Antoni Kruszka | mjr lek. wet. rez. Antoni Kruszka                                        | †1940 Charków                                                            |
| por. kaw. rez. Wojciech Łukaszewicz | por. kaw. rez. Wojciech Łukaszewicz                                      | †1940 Charków                                                            |
| ppor. kaw. rez. Mieczysław Poplewski | ppor. kaw. rez. Mieczysław Poplewski                                     | †1940 Charków                                                            |
| ppor. kaw. rez. Stefan Józef Zygmunt Ruszczyński (7 psk) | ppor. kaw. rez. Stefan Józef Zygmunt Ruszczyński (7 psk)                 | †1940 Charków                                                            |
| por. kaw. rez. inż. Józef Stanisław Ruszczyński | por. kaw. rez. inż. Józef Stanisław Ruszczyński                          | †1940 Charków                                                            |